# Ó, szép Jézus
Az Ó, szép Jézus az újévi szentmisén énekelt népének. Ugyanez a dallam Szűz Mária e világra nékünk kezdetű szöveggel karácsonyi ének.
A dallam és mindkét szöveg a Cantus Catholici-ben jelent meg, a Szűz Mária kezdetű 1651-ben, az Ó, szép Jézus az 1675-ös kiadásban.
Feldolgozás:
| Szerző        | Mire                | Mű                            | Előadás |
| ------------- | ------------------- | ----------------------------- | ------- |
| Ludvig József | ének, gitárakkordok | Mennyből az angyal, 19. oldal |         |

## Kotta és dallam
| Ó, szép Jézus, ez új esztendőben légy híveidben. Ó, Mária, esedezzél értünk, édes reményünk. Hogy ez új esztendőben minden ügyeinkben lehessünk Jézus drága kedvében. | Ó szép Jézus! Drága szent nevedért kelj föl népedért. Ó Mária! Tekints híveidre Te szent Fiadért, Hogy ez új esztendőben minden ügyeinkben Lehessünk Jézus Drága kedvében. | Ó szép Jézus! Tartsd meg híveidet, mint tieidet. Ó Mária! Jézusnak szent Anyja! Országunk tornya! Adjad, kérünk, hogy ebben az új esztendőben Lehessünk épek testben, lélekben. |

A karácsonyi szöveg:
| Szűz Mária e világra nékünk szent Fiát hozá, A jászolban fekszik, ki a mennyet s földet alkotá. Mely végtelen kegyelem Tőled, ó Istenem! Hogy így szeretted az embereket.  | Az angyalok Jézus születésén áldva zengenek, A pásztorok a mennyei fényre hozzá sietnek; Örömre ébredének minden teremtmények, Mind Ôt imádják és magasztalják.               |
| Azért mi is, halandó emberek, Jézust dícsérjük, Dicsőséges születése napját vígan szenteljük. Az Atya Úristennek, oly nagy kegyelmesnek Hálákat adjunk, szívből vigadjunk. | Aki hozzánk irgalmasságából szent Fiát küldé, Hogy a bűnbe esett embereket üdvözítené: Megjelent a Megváltó, világszabadító, Kegyes királyunk, édes Jézusunk.                 |
| Ó te kegyes régi szent Pátrónánk, kincs hordozója, E világnak te vagy esedező oltalmazója. Kit tápláltál tejeddel, annak kéréseddel Ügyünk ajánljad, értünk imádjad.       | Légyen hála a nagy Úristennek, Üdvözítőnek; Szentléleknek, boldogságos szent Szűz nagy jegyesének. A Szűz könyörgésével, maradjunk békével Isten kedvében, szent szerelmében. |

## Felvételek
- ,Ó, szép Jézus. Gordos Dénes  YouTube (2014. május 14.)  (Hozzáférés: 2016. december 11.) (videó)
- Szűz Mária E Világra Nékünk Szent Fiát Hozá. Városmajori katolikus templom kórusa  YouTube (2015. december 22.)  (Hozzáférés: 2016. december 11.) (audió)
- Ó szép Jézus.. Takács Éva  YouTube (2014. augusztus 13.)  (Hozzáférés: 2016. december 11.) (videó)